# Victorí (vicari)
Victorí (en llatí: Victorinus) va ser vicari de les illes Britàniques romanes entre el 396 i el 406. El menciona el poeta gal Rutili Claudi Namacià a De reditu suo, que descriu un viatge en una nau des de Roma a la Gàl·lia.
Va governar segurament abans de la usurpació de Marc l'any 406. Va servir després a Itàlia i es va retirar a Aquitània, d'on va sortir entre el 409 i el 414 degut als atacs dels bàrbars, instal·lant-se a Roma. Encara vivia el 417.